# Meterostachys sikokiana
Meterostachys sikokiana là một loài thực vật có hoa trong họ Crassulaceae. Loài này được (Makino) Nakai miêu tả khoa học đầu tiên năm 1935.